# Iouri Nemyrytch
Iouri Nemyrych (en ukrainien : Юрій Стефанович Немирич, polonais : Jerzy Niemirycz ; 1612-1659) était un magnat et un politicien polonais.

## Biographie
Il est le fils aîné d'une riche et noble famille polono-lituanienne appartenant à la Petite Église polonaise. Son père, Stefan Niemirycz (mort en 1630), est podkomorzy (chambellan) de Kiev. Il étudie à l'académie de Raków (en), puis à Leyde (Pays-Bas) et voyage à travers l'Europe occidentale et méridionale. Il démontre un grand intérêt pour la politique, comme en témoigne son travail Discursus de bello Moscovitico, écrit en 1633. Il regagne la république des Deux Nations en 1634.
Il défend son pays contre le tsarat de Russie pendant la guerre de Smolensk, puis contre la Suède (traité de Stuhmsdorf). À la fin des hostilités, il épouse une calviniste, Elżbieta Słupecka, qui le met en relation avec les plus éminentes familles protestantes de la noblesse de Pologne-Lituanie. En 1636, la noblesse de Kiev le choisit comme juge au Tribunal de la Couronne à Lublin. En 1637 il est élu à la Sejm où il siège pendant de nombreuses années. Il devient ensuite, comme son père, podkomorzy de Kiev et exerce une influence importante dans la politique de la Pologne-Lituanie. Par le biais d'acquisitions, il améliore sa fortune familiale. En 1648, il possède 14 villes, 50 villages et quelque 7600 serfs, ce qui lui vaut d'être le deuxième plus grand propriétaire terrien de l'Ukraine, après la famille Wiśniowiecki.
En tant que membre de la Petite Église polonaise, il défend ses compatriotes ariens dans les années 1640. Le 20 mai 1648, le roi Ladislas IV Vasa décède, alors qu'éclate le soulèvement de Khmelnytsky contre la politique de la République. Dans cette période d'instabilité, Nemyrych qui soutient la candidature de Georges II Rákóczi pour le trône de Pologne-Lituanie, décide de se réfugier à Varsovie avec sa famille. Il ne prend qu'une part limitée dans la lutte contre les Cosaques et les serfs rebelles, prônant la modération, dans la ligne du voïvode de Kiev Adam Kisiel (en).
Nemyrych retourne sur ses terres en 1649, mais le massacre de l'armée polonaise (en) par les Cosaques et les Tatars de Crimée à la bataille de Batoh (en) en juin 1652 le convainc d'évacuer à nouveau, cette fois sur ses terres en Volhynie. En 1655, pendant le déluge, comme nombre de nobles et magnats (catholiques et protestantes) de Pologne-Lituanie, il choisit le camp suédois, dans l'espoir d'améliorer le sort des protestants au sein de la République et de reconquérir ses terres dans les palatinats ukrainiens.
Ses plaidoiries pour l'amélioration de la cause des Frères polonais ne recevant que peu d'écho de la part de Charles X Gustave de Suède Nemyrych bascule alors dans le camp cosaque. Il participe à la préparation du traité de Radnot (1656) qui partage la Pologne-Lituanie entre les cinq signataires: Charles X Gustave de Suède, Georges II Rákóczi de Transylvanie, Frédéric-Guillaume Ier de Brandebourg, Bohdan Khmelnytsky et Bogusław Radziwiłł). En 1657, Nemirycz rentre en Ukraine sur ses terres restaurées par l'hetman Khmelnytsky. Lorsque celui-ci décède le 27 juillet 1657, il soutient la candidature d'Ivan Vyhovsky pour lui succéder. Dans la même année, conjointement avec Ivan Bohun et Ivan Kovalivsky, il signe à Korsun, un accord entre la Suède l'Hetmanat cosaque.
Réalisant qu'il n'y a pas de place pour un homme d'état appartenant à la Petite Église polonaise, Nemirycz décide de se convertir à l'orthodoxie et il encourage ses compatriotes Frères polonais à faire de même dans une infâme, Exhortation à tous les dissidents de la religion romaine se réfugier dans le giron de l'Église grecque. Il est coauteur du traité de Hadiach, signé en 1658, qui crée le Duché de Ruthénie (pl) et transforme l'Union de Pologne-Lituanie en république tripartite de Pologne-Lituanie-Ruthénie. En tant que chancelier du nouveau duché, c'est lui qui conduit la délégation ukrainienne lors de la session du parlement de Pologne-Lituanie pour la ratification du traité. 
En 1659, le tsarat de Russie refuse de reconnaître la nouvelle république et envahit l'Ukraine. L'armée russe est d'abord défaite à la bataille de Konotop, mais à travers les complots et les trahisons, les Russes finissent par faire annuler l'élection d'Ivan Vyhovsky et provoquent une révolte des serfs et des Cosaques pro-russes. Quelques-uns d'entre eux prennent à partie Niemirycz dans un combat mineur et lui assènent 70 coups de couteau dans la poitrine.